# Erik Parlevliet
Erik Robert Parlevliet (* 8. Juni 1964 in Zevenaar; † 22. Juni 2007 in Rosmalen) war ein niederländischer Hockeyspieler, der bei den Olympischen Spielen 1988 die Bronzemedaille gewann. Er war Weltmeister 1990 und Europameister 1987.

## Sportliche Karriere
Der 1,93 m große Stürmer Erik Parlevliet bestritt 155 Länderspiele für die niederländische Nationalmannschaft, in denen er 47 Tore erzielte.
Parlevliet debütierte 1984 in der Nationalmannschaft. 1986 war er zwar bei der Champions Trophy dabei, aber nicht bei der Weltmeisterschaft in London. Im Jahr darauf wurde er bei der Europameisterschaft 1987 in Moskau in allen sieben Spielen eingesetzt und erzielte drei Tore. In der Vorrunde belegten die Niederländer den zweiten Platz hinter der englischen Mannschaft. Im Finale trafen die beiden Mannschaften erneut aufeinander und die Niederländer gewannen nach Siebenmeterschießen.
Bei den Olympischen Spielen 1988 in Seoul belegten die Niederländer in der Vorrunde den zweiten Platz hinter den Australiern. Im Halbfinale unterlagen die Niederländer der deutschen Mannschaft mit 1:2. Da auch die Australier ihr Halbfinale gegen die Briten verloren, trafen die Australier und die Niederländer im Spiel um den dritten Platz erneut aufeinander. Die Niederländer gewannen mit 2:1. Parlevliet wurde in sieben Spielen eingesetzt und erzielte ein Tor. 
Bei der Weltmeisterschaft 1990 in Lahore waren die Niederländer in der Vorrunde Zweite hinter den Australiern. Nach dem 3:2-Halbfinalsieg über die deutsche Mannschaft gewannen die Niederländer im Finale mit 3:1 gegen die Mannschaft des Gastgeberlandes Pakistan. Parlevliet wirkte in allen sieben Spielen mit, erzielte aber kein Tor. 1991 gewannen die Niederländer im Halbfinale der Europameisterschaft in Paris mit 2.1 gegen das englische Team, Parlevliet  erzielte das zweite Tor. Im Finale unterlagen die Niederländer den Deutschen mit 1:3. Im Juli 1992 bestritt Parlevliet sein letztes Länderspiel, bei den Olympischen Spielen in Barcelona war er nicht mehr dabei.
Auf Vereinsebene spielte Parlevliet für den Hattemse Mixed Hockey Club.